# Абыкеев, Чолпонбек
Чолпонбек Абыкеев (кирг. Чолпонбек Абыкеев; род. 16 августа 1956, Кочкорский район, Тянь-Шанская область) — киргизский журналист, писатель и государственный деятель. Главный редактор газеты «Аалам». Председатель Национального союза писателей Кыргызской Республики (2011—2014). Государственный секретарь Кыргызской Республики (2021). Народный писатель Киргизской Республики (2021).

## Биография
Родился 16 августа 1956 года в селе Кок-Добе, Кочкорский район, Тянь-Шанская область, Киргизская ССР, СССР.
Окончил Киргизский государственный университет. Работал в сельской администрации в Таласской области.
В 1990—2005 года являлся главным редактором основанной им газеты «Аалам».
Позднее работал в Администрации президента Кыргызстана, являлся заведующим отделом по связям с общественностью администрации. После скандала вокруг раскопок на территории национального комплекса «Манас Ордо» в Таласской области, поддержанных Абыкеевым, отдел был упразднён. Редактировал книгу президента Садыра Жапарова «10 лет в политике».
В 2008—2010 годах являлся директором Государственного архивного агентства Кыргызстана.
В 2011—2014 годах являлся председателем Национального союза писателей Кыргызской Республики.
В 2020 году входил в Конституционное совещание Кыргызстана, разработавшее новую Конституцию. В 2022 году входил в Организационный комитет по проведению первого Народного курултая Кыргызстана. Являлся руководителем рабочей группы, разрабатывавшей проект конституционного закона «О Народном курултае».
В 2021 году являлся советником председателя кабинета министров Улукбека Марипова и государственным секретарем Кыргызской Республики. С 2021 года является советником президента Кыргызстана Садыра Жапарова.

## Награды
- Народный писатель Киргизской Республики (2021)[9].